# Hyun Jung-hwa

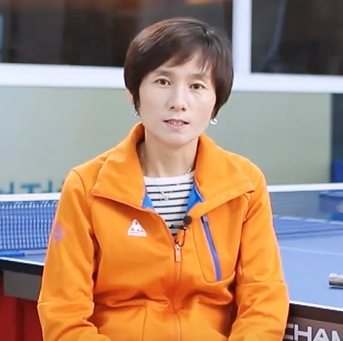
Hyun Jung-hwa, 2018

Hyun Jung-hwa (* 6. Oktober 1969 in Busan, Südkorea) ist eine ehemalige Tischtennisspielerin,  vierfache Weltmeisterin und Olympiasiegerin.
Zwischen 1987 und 1993 nahm Hyun Jung-hwa an allen vier Weltmeisterschaften teil. 1987 gewann sie den Titel im Doppel zusammen mit Yang Young-ja. 1989 siegte sie im Mixed mit Yoo Nam-kyu. Zwei Jahre später stand sie in der siegreichen gemeinsamen Mannschaft Nord- und Südkoreas. Dieses Ereignis diente als Vorlage für den 2012 gedrehten Film Koria (As one), in dem Hyun Jung-hwa von der Schauspielerin Ha Ji-won dargestellt wird und selbst einen kurzen Auftritt als Trainerin der französischen Nationalmannschaft hat.  1993 wurde sie Weltmeisterin im Einzel, im Mixed gewann sie an der Seite von Yoo Nam-kyu Silber.
Bei den Olympischen Spielen siegte sie 1988 im Doppel mit Yang Young-ja. 1992 gewann sie im Einzel und im Doppel mit Hong Cha-ok Bronze.
1994 zog sie sich vom Leistungssport zurück. 2010 wurde sie in die ITTF Hall of Fame aufgenommen. Heute (2012) ist sie Direktorin des südkoreanischen Tischtennisverbandes.

## Turnierergebnisse
| Verband | Veranstaltung                      | Jahr | Ort                    | Land | Einzel        | Doppel        | Mixed      | Team |
| ------- | ---------------------------------- | ---- | ---------------------- | ---- | ------------- | ------------- | ---------- | ---- |
| KOR     | Asienmeisterschaft ATTU            | 1990 | Kuala Lumpur           | MAS  | letzte 16     | Halbfinale    | Gold       | 1    |
| KOR     | Asienmeisterschaft ATTU            | 1988 | Niigata                | JPN  | Halbfinale    | Gold          | Gold       | 1    |
| KOR     | Asienmeisterschaft ATTU            | 1986 | Shenzhen               | CHN  | Viertelfinale |               | Silber     |      |
| KOR     | Asian Cup                          | 1987 | Seoul                  | KOR  | 3             |               |            |      |
| KOR     | Asienspiele                        | 1990 | Peking                 | CHN  | Viertelfinale | Gold          | Silber     | 2    |
| KOR     | Asienspiele                        | 1986 | Seoul                  | KOR  | Viertelfinale | Halbfinale    | Halbfinale | 1    |
| KOR     | Asienmeisterschaft ATTU (Junioren) | 1986 | Nagoya                 | JPN  | Gold          | Silber        |            |      |
| KOR     | Olympische Spiele                  | 1992 | Barcelona              | ESP  | Bronze        | Bronze        |            |      |
| KOR     | Olympische Spiele                  | 1988 | Seoul                  | KOR  | letzte 16     | Gold          |            |      |
| KOR     | Weltmeisterschaft                  | 1993 | Göteborg               | SWE  | Gold          | letzte 16     | Silber     | 3    |
| KOU     | Weltmeisterschaft                  | 1991 | Chiba City             | JPN  | letzte 16     | Viertelfinale | letzte 16  | 1    |
| KOR     | Weltmeisterschaft                  | 1989 | Dortmund               | FRG  | Halbfinale    | Viertelfinale | Gold       | 2    |
| KOR     | Weltmeisterschaft                  | 1987 | New Delhi              | IND  | letzte 16     | Gold          | letzte 16  | 2    |
| KOR     | World Doubles Cup                  | 1992 | Las Vegas              | USA  |               | Silber        |            |      |
| KOR     | World Doubles Cup                  | 1990 | Seoul                  | KOR  |               | Gold          |            |      |
| KOR     | WTC-World Team Cup                 | 1991 | Barcelona              | ESP  |               |               |            | 2    |
| KOR     | WTC-World Team Cup                 | 1990 | Hokkaido, Aomori, Niig | JPN  |               |               |            | 3    |